# Франческо Бернардино Висконти
Франческо Бернардино Висконти (на италиански: Francesco Bernardino Visconti; * 16 септември 1579, Бриняно Джера д'Ада; † ок. 1647, Крема) е италиански благородник, господар на Бриняно Джера д'Ада и Пагацано.

## Произход
Той е син на Джовани Батиста Висконти – наследник на Бернабо и Маргерита Висконти, безскрупулен човек и комарджия, и на Паола Бенцони от важно семейство от Крема. Има двама братя – Ерколе и Галеацо Мария, и три сестри – Мадалена, Джулия и Катерина.
Произлиза пряко от Акилета Марлиани и Саграморо I (1343 – 1385), извънбрачен и припознат син на господаря на Милано Бернабо Висконти от любовницата му Монтанина де Лацари, който му предоставя феода Бриняно и е родоначалник на този кадетски клон на семейство (Висконти ди Бриняно). Сестрата на Саграморо, Донина, се омъжва за кондотиера Джон Хокууд.

## Биография

### Детство и младост
Роден в палат „Висконти“ в Бриняно Джера д'Ада (свидетелството за раждането му все още се пази в енорийската църква на Бриняно), Бернардино прекарва детството си в Крема, в двореца „Бенцони“ на днешната улица „Мараци“. Получава образование в Миланския колеж на благородниците заедно с по-големия си брат Галеацо Мария. В Милано Висконти ди Бриняно живеят в къща на улица „Теодоро Креша“ и в дворец близо до криптата „Сан Джовани ин Конка“. След смъртта на баща им през 1584 г. братята се установяват в резиденцията на Висконти на улица „Ланцоне“.
Овдовялата им майка решава през 1590 г. да се омъжи отново за Котино Кота от Валкувия. В навечерието на сватбата двамата братя, които не харесват съюза, заедно с братовчедите си Бенедето Каньола и Саграморо Висконти, я отвличат. Провежда се процес без сериозни последствия (само предупреждение) за 11-годишния Бернардино, 14-годишния Галеацо Мария и техните роднини, тъй като съдията, имайки предвид възрастта и ранга на подсъдимите, смята, че това е семейна афера.
През 1593 г. в Баньоло Кремаско 14-годишният Бернардино, начело на двадесет и шест въоръжени наемници, нахлува в дома на богаташа Скиавино, който е нападнат и къщата му е опустошена. На 22 декември Съветът на десетте от Крема постановява тяхното прогонване от града и територията. През 1596 г. двамата братя си поделят имуществото.

### Престъпна дейност
Франческо Бернардино се оттегля в един от имотите си, наречен Санджорджино, създава банда и започва престъпна дейност. От 1597 до 1599 г. извършва серия от злодеяния, включително две убийства. Наричат го „Граф на църковния двор“ (точно както първото име, дадено от Алесандро Манцони на Безименния във „Фермо и Лучия“), тъй като той убива жертвите си в осветеното пространство пред църквите.
През 1602 г. активите му са конфискувани и започва дълъг спор с кредиторите.
През 1603 г. декрет от Миланското херцогство определя награда от 200 скуди за всеки, който залови Висконти. Той намира убежище в Швейцария, тайно се завръща в едно от скривалищата си, крепостта Веркураго (Замъка на Безименния) – граничен пункт, който може да бъде пресечен пеша, между Венецианската република и испанските територии в Ломбардия.

### Приемане на вярата
През 1615 г., по време на пасторско посещение в Тревильо, той се среща с кардинал Федерико Боромео, с когото разговаря два часа. Вероятно това е поводът и моментът на промяна. Срещата между авторитетния кардинал и Висконти несъмнено е организирана от негови роднини (много от тях религиозни).
Събитията, свързани с останалата част от живота на Франческо Бернардино Висконти, все още са обвити в мистерия: последната следа се появява в документ от 1647 г., в който той е все още жив, живеещ в град близо до Крема, родното място на майка му. След като приема вярата в църква в района на Тревильо, Бернардино прекарва последните си години в молитва и размисъл в някои манастири в Крема, особено в този на монасите капуцини в квартал „Сабиони“.
Умира около 1647 г. в двореца „Бенцони“ в Крема на около 68-годишна възраст и е погребан в криптата на семейството си по майчина линия в катедралата „Санта Мария Асунта“. Неговият племенник Бернабо го наследява в господството.

## В литературата
Героят, който Алесандро Манцони включва в своя роман „Годениците“, е вдъхновен от фигурата на Бернардино Висконти, с мистериозния и тържествен прякор „Беззименния“ (Innominato). Установено е, че Манцони произлиза чрез майка си Джулия Бекария от брата на Бернардино, Галеацо Мария (чието потомство изчезва през 1892 г. със смъртта на Антониета Висконти Саули). Свидетелството на маркиза Маргерита Прована ди Колено разрешава въпроса, че Безименният е исторически Бернардино: благородничката, честа посетителка на вилите на великия писател, съобщава в дневниците си фразата, която той ѝ е казал, а именно, че неизвестният литературен герой е всъщност Висконти, реална личност. Всъщност Манцони предпочита да опише дома на Безименния като подобен на замъка в Сомаска , който все още доминира над езерото Леко, вместо автентичния замък в Бриняно Джера д'Ада.

## Брак и потомство
Бернардино не се жени, въпреки че неговият авантюристичен живот не му попречва и е на път да го стори с испанската благородничка Маргерита де Падия. Клонът на Висконти ди Бриняно продължава с поколенията, произлизащи от брат му Галеацо Мария.